# Çetin Zeybek
Çetin Zeybek (* 12. September 1932 in Bandırma, Türkei; † 10. November 1990 ebenda) war ein türkischer Fußballspieler und -funktionär. Durch seine langjährige Tätigkeit für Kasımpaşa Istanbul wird er mit diesem Verein assoziiert. Nach seiner aktiven Fußballspielerlaufbahn kehrte er in seine Heimatstadt Bandırma zurück und half bei der Entwicklung des Fußballs mit. Er gründete gemeinsam mit weiteren Persönlichkeiten der Stadt den Verein Bandırmaspor. Während der Fußball-Weltmeisterschaft 1954 gehörte er zum Kader der Türkei und absolvierte zwei Spiele. Er verstarb am 10. November 1990 in seiner Heimatstadt und wurde ebenda beigesetzt.

## Spielerkarriere

### Verein
Zeybek kam 1932 in der westtürkischen Kleinstadt Bandırma auf die Welt. Ab Sommer 1950 fing er an für Kasımpaşa Istanbul in der İstanbul Profesyonel Ligi (zu dt.: Istanbuler Profiliga), der damals renommiertesten Liga der Türkei, zu spielen und eroberte sich hier schnell einen Stammplatz. Durch seine guten Leistungen für Kasımpaşa, wurde er vom damaligen Nationalspieler Puppo Sandro in den Kader der türkischen Nationalmannschaft gewählt und qualifizierte sich mit dieser für die Weltmeisterschaft 1954. Während dieses Turniers verletzte er sich bei der Begegnung gegen die deutsche Auswahl am Knie. Diese Verletzung wurde zu einem dramatischen Ereignis in seiner Karriere, wovon er sich nie erholen konnte. Er benötigte mehrere Operationen und schaffte es dennoch nicht weiterhin regelmäßig Fußball zu spielen. Die Verletzung sorgte auch für eine Missstimmung zwischen Kasımpaşa und dem türkischen Fußballverband. Beide Parteien weigerten sich, die Rehabilitionskosten der Verletzung zu tragen.
Zeybek wechselte zum Sommer 1958 zum Stadtkonkurrenten Feriköy SK. Mit dieser Mannschaft stieg er zum Sommer 1959 in die neugegründete und landesweit ausgelegte Millî Lig, der heutigen  Süper Lig, auf. Nach einer Saison in der Süper Lig beendete er seine aktive Fußballerlaufbahn.

### Nationalmannschaft
Zeybek wurde das erste Mal im Rahmen der Qualifikation zur Fußball-Weltmeisterschaft 1954 für die türkische Auswahl nominiert. Die Türkei musste hier gegen Spanien zwei Relegationsspiele bestreiten, dessen Sieger sich für die WM qualifizieren würde. Zeybek gab sein Nationalmannschaftsdebüt am 14. März 1954 beim 1:0-Hinspielsieg in Istanbul. Beim Rückspiel erkämpfte sich die Türkei ein 2:2-Unentschieden und qualifizierte sich das erste Mal in der Verbandsgeschichte für eine WM.
In der Folge wurde Zeybek in den Kader der Türkei für die Weltmeisterschaft 1954 berufen.
Während der Weltmeisterschaft kam er zu zwei Einsätzen und belegte mit seiner Mannschaft am Ende der Gruppenphase punktgleich mit der deutschen Auswahl den zweiten Tabellenplatz. Obwohl man das bessere Torverhältnis hatte, wurde nach der damaligen Regelung der Gruppenzweite durch ein Entscheidungsspiel zwischen diesen beiden Teams ausgespielt. Diese Begegnung entschied Deutschland 7:2 für sich. Zeybek zog sich während dieser Begegnung kurz nach der Halbzeitpause eine Meniskusverletzung zu, nach der die türkische Mannschaft mit einem Spieler weniger – Auswechslungen waren noch nicht erlaubt – nach einem 1:3-Halbzeitrückstand endgültig chancenlos war und die ihn in seiner restlichen Karriere immer wieder zurückwarf und dafür sorgte, dass Zeybek nicht mehr an die Leistungen anknüpfen konnte, die er bis zur WM-Endrunde 1954 gezeigt hatte.

## Funktionärskarriere
Nach seiner aktiven Laufbahn als Spieler kehrte er in seine Heimatstadt Bandırma zurück und half hier mit, den Fußball in der Stadt zu etablieren. Er war unter anderem Gründungsmitglied des Vereins Bandırmaspor und fungierte jahrelang als Vorstandsmitglied dieses Vereins.

## Erfolge

### Als Spieler
- Feriköy SK:
  - Aufstieg in die Süper Lig (3): 1959/60

- Türkische Nationalmannschaft:
  - Teilnahme an der Weltmeisterschaft 1954